# 烏爾里希·瓦爾特
烏爾里希·汉斯·瓦爾特（德語：Ulrich Hans Walter；1954年2月9日—）是一位德國物理学家、工程师和前德國航空太空中心(DLR)的宇航员。

## 生平
瓦爾特出生在伊瑟隆。在完成中學与在德國聯邦國防軍服役兩年之後，他在科隆大學學習物理。 在1980年，他被授予專業文憑學位，和在五年後的博士學位，两个學位都是在固態物理學領域。
在伊利諾伊州芝加哥市的阿貢國家實驗室和加州的加州大學柏克萊分校担任2年博士後職位之後，他於1987年被選擇參加德國宇航員團隊。從1988年到1990年，他完成了在德國的德國航空太空中心的基本訓練，然後被提名為在第二個德國太空實驗室任務的主要機組人員。
1993年，他作為搭乘科技專家(Payload Specialist)登上了哥倫比亞號航天飛機完成了飛行任務STS-55（太空實驗室的D-2）。他在太空中度過了9天，23小時，和40分鐘。
在他的太空飛行之後，他曾在德國航空太空中心(DLR)继续工作四年，管理空間影像數據庫項目。當德國宇航員團隊被合併成歐洲航天局，他並沒有轉移，而是辭職，在德國IBM公司工作。
自2003年以來，他一直是慕尼黑工業大學（慕尼黑，德國）的全職教授，担任機械工程學院宇航学院（航天技術）的院长。曾获得过包括德国政府授予的一等功十字勋章以及沃纳•冯•布劳恩勋章等多项荣誉。
他是幾本書的作者，也担任科普雜誌節目的主持人，如在MaxQ和巴伐利亞電視上。
他從烏克蘭的基輔理工學院獲得名譽博士學位（2012年）。

## 个人生活
沃爾特已婚并有兩個孩子，住在德國慕尼黑附近。

## 外部連結
- （英文） NASA的烏利希·瓦爾特傳記 （页面存档备份，存于）
- （德文） Spacefacts的烏利希·瓦爾特傳記 （页面存档备份，存于）
- （德文） 慕尼黑工业大学航天研究所 （页面存档备份，存于）
- （乌克兰語） 基輔理工學院荣誉博士 （页面存档备份，存于）